# مصطفی داوودی
مصطفی داوودی (زاده ۱۳۱۸ – درگذشته ۸ مرداد ۱۳۹۴) معاون رئیس‌جمهور و رئیس سابق سازمان تربیت بدنی از ۱۳۵۹ تا ۱۳۶۱ و کمیته ملی المپیک سال ۱۳۵۹ تا ۱۳۶۳ در دولت محمدعلی رجایی بوده‌است.
داودی سال ۱۳۵۹ به عنوان معاون نخست‌وزیر در امور ورزش، ریاست سازمان تربیت بدنی وقت را بر عهده گرفت و دو سال بعد از آن به عنوان رئیس کمیته ملی المپیک انتخاب شد. در دوران مدیریت داوودی اتفاقاتی همچون تعطیلی کامل رشته‌های شطرنج، تنیس، بوکس و شمشیربازی، تعطیلی تدریجی مسابقات رشته‌های ورزشی بانوان، حذف برخی رشته‌ها از کاروان اعزامی به بازی‌های آسیایی ۱۹۸۲ دهلی به دلایلی از قبیل «طاغوتی بودن» و تحریم المپیک ۱۹۸۴ لس آنجلس رخ داد. وی همچنین مدت‌ها به عنوان رئیس فدراسیون ناشنوایان فعالیت داشته‌است.
داوودی که در سال ۱۳۹۲ سکتهٔ مغزی کرده بود، در ۸ مرداد ۱۳۹۴ و پس از آن‌که یک‌ماه در کُما بود درگذشت.